# Caltagirone (torrente)
Il Caltagirone (o Margi) è un torrente della provincia di Catania.

## Percorso
Il torrente si forma in corrispondenza dello spartiacque nel punto di incontro dei monti Erei con quelli Iblei in prossimità dell'abitato di Caltagirone.

È un affluente di destra del Gornalunga.
Il corso del fiume forma la cosiddetta Valle dei Margi, nel Calatino, che ne è attraversata per tutta la sua lunghezza; in prossimità di Palagonia riceve le acque del torrente Ferro e cambia il suo nome in fiume dei Monaci per poi confluire nel Gornalunga dopo un percorso di poco più di 30 km. 
L'area attraversata è di grande interesse archeologico comprendendo a sud Occhiolà, Mineo e Monte Catalfaro, a sud ovest Caltagirone, a nord est Rocchicella e sul lato a nord Altobrando e Piano Casazze tutte aree ben note agli studiosi del settore.